# فرودگاه غیرنظامی کان‌پور
فرودگاه غیرنظامی کان‌پور (به انگلیسی: Kanpur Civil Airport) یک فرودگاه با کد یاتا KNU است که یک باند فرود بتن و آسفالت دارد و طول باند آن 1123 x 41 متر است. این فرودگاه در شهر کان‌پور کشور هند قرار دارد و در ارتفاع ۱۲۵ متری از سطح دریا واقع شده است.